# Sorrento, Victoria
Sorrento är en ort i Australien. Den ligger i kommunen Mornington Peninsula och delstaten Victoria, omkring 62 kilometer söder om delstatshuvudstaden Melbourne.
Närmaste större samhälle är Rye, nära Sorrento. 
Genomsnittlig årsnederbörd är 939 millimeter. Den regnigaste månaden är juni, med i genomsnitt 128 mm nederbörd, och den torraste är januari, med 44 mm nederbörd.